# Aanpakken!
Aanpakken! is een roman geschreven door de Britse schrijfster Sophie Kinsella.
De roman gaat over Samantha Sweeting, een jonge advocate die haar werk het meest belangrijke op aarde vindt, totdat ze een grote fout begaat. Ze ontvlucht haar kantoor en komt terecht op het platteland, waar ze als huishoudster aan de slag gaat.